# Disciphania hernandia
Disciphania hernandia är en tvåhjärtbladig växtart som först beskrevs av José Mariano da Conceição Vellozo och som fick sitt nu gällande namn av Rupert Charles Barneby.
Disciphania hernandia ingår i släktet Disciphania och familjen Menispermaceae. Inga underarter finns listade i Catalogue of Life.